# Affaire de la Tourette
L'« affaire de la Tourette » ou « affaire de Bournissac » est un épisode de la Révolution française qui s'est produit à Marseille et s'étale entre le mois d'août 1789 et le mois de mars 1790. Pendant cette période, l’aristocratie et une partie de la haute bourgeoisie mènent une offensive contre le mouvement patriote et populaire pour les empêcher de retrouver la vigueur dont ils ont fait preuve au printemps 1789.
Cette affaire est traversée par le conflit qui oppose à Marseille l'ancienne garde citoyenne à la garde bourgeoise.

## La journée du 19 août 1789
Le matin du 19 août 1789, de mystérieux placards manuscrits, signés « Sans Soucy », sont trouvés aux coins des rues de Marseille appelant les membres de l'ancienne garde citoyenne à se rassembler à l'esplanade de la Tourette. Personne ne vient, sauf la foule qui accueille la garde bourgeoise avec des huées et des sifflets lorsque celle-ci arrive à la Tourette venant du Coursen fin d’après-midi. Perdant leur sang-froid, les gardes bourgeois tirent alors sur la foule, blessant une quarantaine de personnes et tuant trois personnes, dont le brigadier Garcin de la garde bourgeoise. Alors que la garde bourgeoise s'est volatilisée, l'émeute s'étend dans tout le centre de Marseille. La maison de l'échevin Laflèche, située dans le quartier Noailles, est pillée et des meubles sont brûlés dans la rue. On arrêtera quarante-trois pillards et incendiaires ou présumés tels. Le comte de Caraman, commandant en chef de Provence, essaie de prononcer une harangue pour calmer les esprits, mais il est obligé de s'enfuir pour ne pas être molesté par la foule. À dix heures du soir, la loi martiale est proclamée et, nonobstant les privilèges de la cité, les dragons et  les Suisses entrent dans Marseille pour réprimer l'émeute et ramener le calme. Il y eut encore des attroupements le lendemain devant les forts Saint-Nicolas et Saint-Jean pour demander la libération des personnes incarcérées dans les émeutes de la veille, mais ils furent dispersés par les régiments d'Ernest-Suisses et du Royal-la-Marine.

## M. de Bournissac et la justice prévôtale
L'affaire donne lieu à une procédure judiciaire qui va susciter de vives polémiques. Au lieu de laisser informer le lieutenant criminel de la sénéchaussée, Jean-Pierre de Chomel, le comte de Caraman, en accord avec les échevins, confie l'instruction au prévôt général de la maréchaussée de Provence, M. Sanchon de Bournissac. Or, le propre de la justice prévôtale était de décider sans appel. En plus, de Bournissac, qui s'installe au fort Saint-Jean, exécutera sa mission avec un particulière rigueur prenant comme procureur du roi Jean-Baptiste Laget et comme assesseur Jean-Baptiste Miolis, tous deux avocats, tous deux membres de la garde bourgeoise et tous deux ne cachant pas leur appartenance au parti aristocratique. Il apparut rapidement que l'enquête était orientée et qu'il s'agissait plutôt de s'en prendre aux jeunes patriotes qui s'étaient fait remarquer au printemps 1789 que d'établir les vraies responsabilités dans cette affaire.  Toussaint Pascal, Omer Granet et François Trophime Rebecqui sont arrêtés le 16 septembre, enfermés au fort Saint-Jean avant d'être mis au secret au château d'If. Par contre on ne donna pas suite à la demande de Barbaroux, Lejourdan et Mossy de subir le même sort, peut-être parce que l'on savait qu'ils avaient en vue d'utiliser le procès comme tribune.
La justice prévôtale va d'autant plus déchaîner contre elle l’hostilité de la majorité des Marseillais que la  réforme de la justice entreprise par l'Assemblée constituante paraissait frapper de caducité le tribunal de Bournissac. Le 31 octobre 1789, le conseil municipal et le comte de Caraman, avaient d'ailleurs demandé la suspension de l’instruction de l’affaire de la Tourette jusqu’à la publication de nouvelles lois sur le système judiciaire.

## La journée du 8 décembre 1789
L'affaire de la Tourette provoqua de nouvelles émeutes du 8 au 10 décembre 1789. Le 8 décembre, l'armée disperse un rassemblement tenue devant le fort Saint-Nicolas pour obtenir la libération des prisonniers. L'attroupement qui se reforme sur le Cours Belsunce est lui aussi réprimé. Il y eut deux morts et des blessés. Le lendemain la loi martiale était proclamée. Elle ne sera levée que le 12. Antoine Brémond-Julien est arrêté le 9 pour un écrit qui aurait incité à l'émeute. Le 14 c'est au tour d’Étienne Chompré de se faire appréhender à la sortie de l'hôtel de ville alors qu'il se trouvait en compagnie de d'André. Mossy sera quant à lui incarcéré le 12 janvier 1790.
Ce même 8 décembre l’Assemblée constituante avait décrété le renvoi des accusés devant la sénéchaussée de Marseille. Faute de sanction de la part du roi, le décret ne fut pas appliqué. Il faudra attendre le mois de mars pour que l'assemblée renouvelle son décret, qui obtint cette fois la sanction du roi.

## Du discours de Mirabeau à la libération des prisonniers
Les émeutes de décembre 1789 avaient servi Bournissac puisqu'elles justifiaient la sévérité dont il avait fait preuve vis-à-vis des révolutionnaires marseillais. Mais la situation va changer au début de l'année 1790, d'abord parce les emprisonnés de Marseille vont trouver un extraordinaire avocat en la personne de Mirabeau. En réponse à l'abbé Maury, défenseur de Bournissac, Mirabeau prononce le 26 janvier à l'Assemblée nationale un discours qui va faire grand bruit et dans lequel il met violemment en cause le rôle et la partialité du prévôt dans l'instruction de l'affaire de la Tourette.
Ensuite parce qu'avec la mise en place progressive des réformes de l'Assemblée constituante (élections d'une nouvelle municipalité entre le 28 janvier et le 5 février, création d'une garde nationale le 15 février), Bournissac se retrouve de plus en plus isolé. D'ailleurs le comte de Camaran lui-même est parti le 6 février, remplacé par son second, le marquis de Miran.
Par contre, dès son élection, la nouvelle municipalité, charge deux médecins de visiter les prisonniers pour rendre compte de leur état. Le 18 février, c'est au tour des districts de Marseille, de plus en plus influents, de protester contre la justice prévôtale et de demander la libération des prisonniers. Le lendemain, jour de son installation, la nouvelle municipalité répondant aux vœux des districts adresse une dénonciation à l'Assemblée constituante. Le prévôt prend alors une ordonnance qui est dénoncée par un arrêté des districts et de la commune du 22 février. Bournissac comprend en fin que la bataille est perdue. Il ferme son tribunal quelques jours plus tard et préfère quitter Marseille. Il avait été précédé en cela par ses adjoints.
Le 11 mars 1790, l’Assemblée constituante renvoie de nouveau les accusés de l’affaire de la Tourette devant le siège de Marseille. Cette fois le décret est signé par le roi, mais il ne sera pas appliqué : le tribunal de la prévôté étant fermé depuis le 23 février, les inculpés sont mis en liberté provisoire, sauf les pillards et les incendiaires.